# 2019年澳門特別行政區行政長官選舉
2019年澳門特別行政區行政長官選舉在2019年8月25日舉行，選出第五屆澳門特別行政區行政長官。時任行政長官崔世安因已連任一次，依據《澳門特別行政區基本法》規定，不得再度競選。2019年6月16日，选举委员会委员选举投票，产生399名选委，其中344人由澳门不同届别或界别组合选出。

## 候選人

### 已宣布參選
- 賀一誠，澳門立法會前主席[4][5]
- 梁國洲，投資顧問公司董事[6]
- 許榮聰，前澳門光明報社長[6]
- 蔡婷婷，自稱澳門普通市民[7]
- 李愛慈，澳門市民[8]
- 邵該榮，巴布亞新幾內亞駐澳名譽領事[9]
- 陳榮富，電機冷氣工程公司負責人[10]

### 已表明不參選
- 陳明金，前任立法會議員，商人。
- 梁維特，經濟財政司司長。
- 黃少澤，保安司司長。

## 民間投票
2019年8月8日，澳門民主派團體新澳門學社宣佈於8月11至25日舉行為期兩週的「普選特首民間投票」網上活動，為市民提供政制改革議題的發聲平台。投票問題「您是否同意澳門特別行政區行政長官由普選產生？」。然而，到了選舉投票日前夕的23日，學社投票網站突然宣佈活動中止，外界猜測學社是否受到了壓力而停止活動。不過，學社指活動投票網站以及線下宣傳街站遭受襲擊，經慎重考慮才決定提早結束投票。結果顯示，5,351票贊成（93.9%）、236票反對（4.1%）、111票棄權（2%）。

## 結果
2019年8月25日，選舉舉行，賀一誠獲得392票，其餘為7張空白票及1張廢票。
因此賀一誠當選。
| 姓名                                                | 性別 | 政治聯繫 | 參選前職位              | 提交提名表格日期 | 提名人數（提名率） | 得票數（得票率） | 結果 |
| --------------------------------------------------- | ---- | -------- | ----------------------- | ---------------- | ------------------ | ---------------- | ---- |
| 賀一誠                                              | 男   | 無       | 立法會主席 全國人大代表 | 2019年7月22日    | 379（94.75%）      | 392（98.00%）    | 當選 |
| 空白票：7（1.75%）；廢票：1（0.25%）；總投票數：400 |      |          |                         |                  |                    |                  |      |

## 結果確認
澳門特別行政區終審法院將核算是次選舉的結果，並會於下一期出版的《澳門特別行政區公報》內公佈此結果，此即意味着結果已被確認。行政長官當選人亦將會在終審法院對確認進行最終審核，稍後會向中華人民共和国政府提交報告，以及提請國務院總理簽署《國務院令》任命當選人為第五屆澳門行政長官。
2019年9月4日賀一誠獲得國務院總理李克強簽署國務院令正式任命。12月20日，贺一诚正式就任。

## 爭議
由於本次選舉中只有賀一誠一人能成為候選人，故被媒體稱為「一人選舉」，而此次選舉備受民間爭議，普遍民眾認為這次還是一如既往的「小圈子選舉」，普羅大眾的巿民無法參與投票及提名候選人，而且亦因只有一人候選而遭網民諷刺澳門特首選舉的失敗，更被網民諭為一場「大龍鳳」，認為其實一早已預定了為賀一誠當選，不需要等待至結果日才揭曉，令本次選舉毫無意義。部分網民則笑稱此次選舉「可申請健力士世界紀錄」及「史上最『激烈』選舉」，亦有人認為即使真的只有一人選舉，候選人亦可自動當選而無須大費周章去進行選舉、點票等儀式。

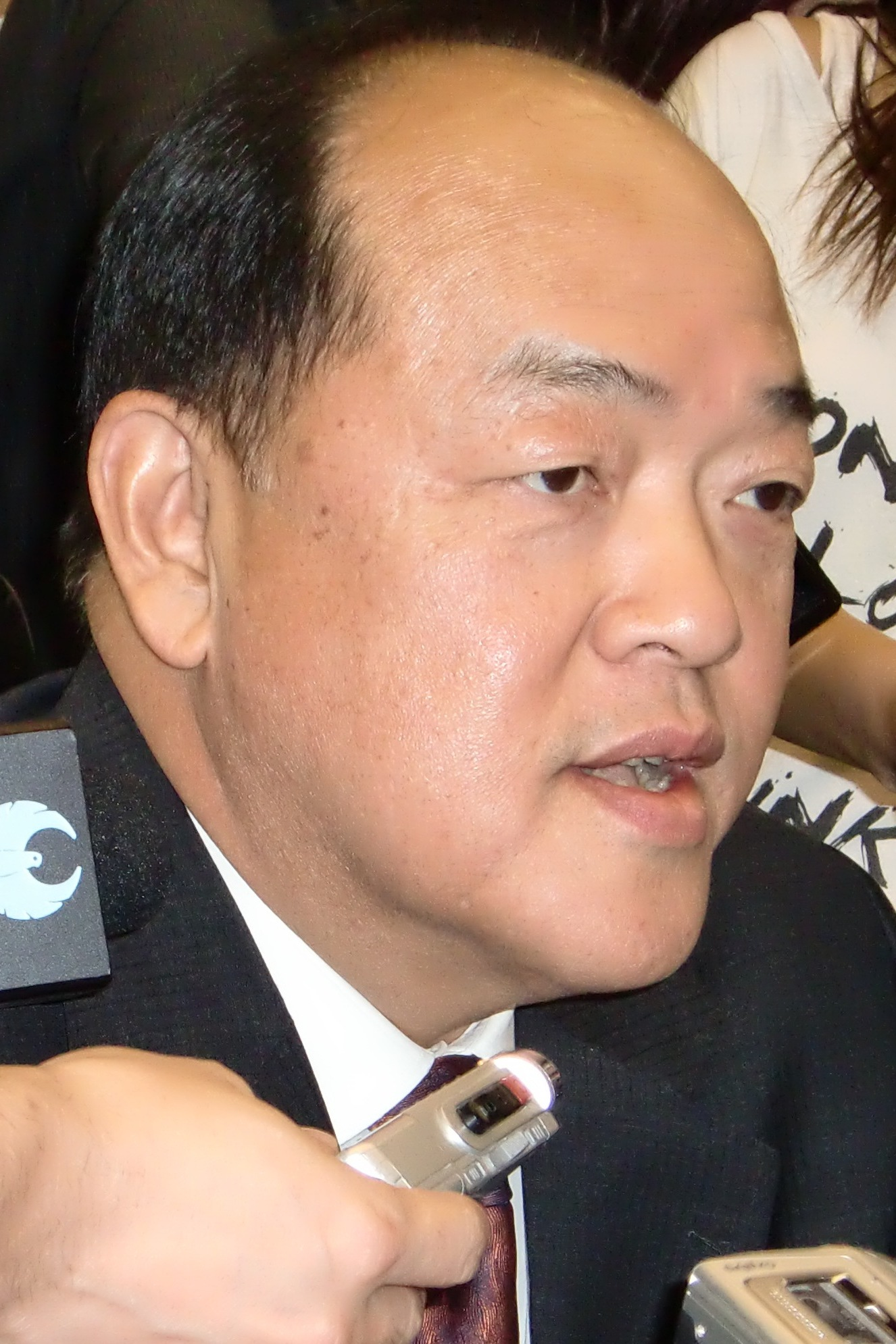
澳門立法會主席、中國全國人民代表大會常務委員會委員賀一誠

## 外部連結
- 官方網站（页面存档备份，存于）